# Schoenus calostachyus
Schoenus calostachyus là loài thực vật có hoa trong họ Cói. Loài này được (R.Br.) Poir. miêu tả khoa học đầu tiên năm 1811.